# Stade Alexandre-Cueille
Le stade Alexandre-Cueille est un stade de rugby à XV situé à Tulle. C'est le stade du club de rugby à XV du Sporting club tulliste.

## Histoire
Il est inauguré le 18 août 1929 par Henri Pate, sous-secrétaire d'état à l'éducation physique. En baptisant le stade municipal du nom de son secrétaire général Alexandre Cueille, Charles Cosson, président du club de 1933 à 1948, rend hommage au premier mort du club lors de la Seconde Guerre mondiale, victime d’un bombardement le 11 mai 1940.

## Utilisations
Le stade accueille les rencontres du Sporting club tulliste.
En début de saison 2010-2011, une rencontre amicale opposant le ASM Clermont Auvergne et  le CA Brive se dispute dans le stade. Les Clermontois s'imposent sur le score de 47 à 10.